# Gradež, Velike Lašče
Gradež este o localitate din comuna Velike Lašče, Slovenia, cu o populație de 150 de locuitori.